# AVA Cars
AVA Cars war ein britischer Hersteller von Automobilen.

## Unternehmensgeschichte
Nick Topliss gründete 1986 das Unternehmen in Frome in der Grafschaft Somerset. Er begann mit Unterstützung durch Ian Hunter mit der Produktion von Automobilen und Kits. Der Markenname lautete AVA. 1987 oder 1988 endete die Produktion zunächst. Zwischen 1990 und 1991 setzte sie John Burton in Bristol fort. Insgesamt entstanden etwa 16 Exemplare.
Josef Adlfinger aus Neumarkt in der Oberpfalz bot die Fahrzeuge in Deutschland an – laut einer Quelle montierte er sie auch. Eine Quelle nennt darüber hinaus Automotive Concepts / ACM aus Neumarkt von 1987 bis 1988, AMCA Automobilbau GmbH aus Berlin von 1988 bis 1990 und Interstyle Composite Products aus Velburg von 1990 bis 1994.

## Fahrzeuge
Das einzige Modell war der K 1. Dies war ein zweisitziger Roadster. Die Basis bildete ein rostfreier Stahlrohrrahmen mit Hilfsrahmen und vielen Teilen des Ford Escort der dritten Generation. Das Fahrzeug hatte Frontantrieb, während Allradantrieb für einen späteren Zeitpunkt vorgesehen war. Die Karosserie bestand aus Fiberglas. Der Strömungswiderstandskoeffizient war mit 0,295 angegeben.